# Grand-Prix-Europameisterschaft 1935
Für die Grand-Prix-Saison 1935 schrieb der Internationale Automobilverband AIACR zum ersten Mal seit 1932 wieder eine Europameisterschaft für Fahrer aus. Wertungsläufe waren mit den Großen Preisen von Monaco, Frankreich, Belgien, Deutschland, Italien und Spanien sechs Grandes Épreuves sowie außerdem der Große Preis der Schweiz, der in diesem Jahr noch nicht in die höchste Rangstufe der Automobilrennen aufgenommen worden war. Alle Meisterschaftsläufe wurden nach der Internationalen Grand-Prix-Formel ausgetragen, die aus dem Vorjahr unverändert fortgalt. Für die Rennwagen war ein Leergewicht von maximal 750 kg und eine Chassisbreite von mindestens 85 cm festgelegt, die Renndistanz betrug mindestens 500 km. Darüber hinaus wurden in dieser Saison über 20 weitere internationale Rennveranstaltungen durchgeführt, bei denen die Veranstalter grundsätzlich frei über die Teilnahmebestimmungen entscheiden konnten.
Europameister wurde Rudolf Caracciola auf Mercedes-Benz W 25, der die Grands Prix von Frankreich, Belgien, der Schweiz und Spanien für sich entscheiden konnte und darüber hinaus den nicht zur Meisterschaft zählenden Gran Premio di Tripoli in Nordafrika und das Eifelrennen auf dem Nürburgring gewann.

## Reglement
Die Grundidee der Punktevergabe wurde von den früheren Meisterschaften 1931 und 1932 übernommen und basierte ebenfalls auf einem System von Strafpunkten. Der Sieger eines Wertungslaufs bekam einen Punkt, der Zweite zwei und der Dritte drei Punkte. Allen Fahrern, die am Ende mehr als 75 % der vorgegebenen Renndistanz zurückgelegt hatten, wurden mit vier Punkten belegt, fünf Punkte bei mehr als 50 % der Distanz, sechs Punkte bei mehr als 25 % und alle weiteren Teilnehmer, die zum Start angetreten waren, erhielten sieben Punkte. Ausfälle wurden dabei in gleicher Weise behandelt wie überrundete Teilnehmer. Bei Nichtantritt gab es acht Punkte. Gewertet wurde stets der Fahrer, der mit dem jeweiligen Auto an den Start gegangen war, Fahrerwechsel wurden nicht berücksichtigt. Zum Europameister wurde am Saisonende erklärt, wer insgesamt die wenigsten Zähler auf seinem Konto hatte. Bei Punktegleichstand gab den Ausschlag, welcher Fahrer die insgesamt längere Distanz zurückgelegt hatte.

## Saisonbericht
Obwohl die deutschen Rennställe von Daimler-Benz und Auto Union am Ende der Saison 1934 dominierten, waren über das gesamte Jahr gesehen die Erfolge zwischen ihnen und Alfa Romeo – vertreten durch die Scuderia Ferrari – in etwa ausgeglichen. Auch hatten Bugatti und Maserati trotz des Abstiegs zu Beginn der Saison zum Ende einen deutlichen Formanstieg gezeigt. Für die neue Saison war damit nicht abzusehen, ob und welches dieser Teams den Vorsprung der deutschen Silberpfeile aufholen könnte.
Am ehesten wurde das von Alfa Romeo erwartet, die den Rennbetrieb seit 1933 an die Scuderia Ferrari ausgelagert hatten. Das Mailänder Stammunternehmen war seit Mitte der 1920er Jahre im Automobilrennsport immer wieder tonangebend gewesen und verfügte als mittlerweile in Staatsbesitz überführter Technologiekonzern sowohl über die entsprechende Infrastruktur als auch über die Unterstützung des italienischen Regimes. Staatschef Mussolini soll selbst nachdrücklich dafür gesorgt haben, dass Italiens Nationalheld Tazio Nuvolari zur Scuderia Ferrari zurückkehrte, nachdem es 1933 zwischen ihm und Enzo Ferrari zum Bruch gekommen war. Der Schritt wurde unter anderem dadurch möglich, dass Nuvolaris Erzrivale Achille Varzi mit seinem Wechsel zur Auto Union für 1935 den Weg dafür freigemacht hatte. Alfa Romeo wäre ansonsten ohne echten Spitzenfahrer dagestanden, nachdem die Leistungen von Louis Chiron zuletzt in der Saison 1934 nachgelassen hatten. Weitere Fahrer der Scuderia waren die beiden von Bugatti gekommenen René Dreyfus und Antonio Brivio, Carlo Felice Trossi als Präsident und Anteilseigner des Teams sowie bisweilen Gianfranco Comotti, Mario Tadini, Carlo Pintacuda und einige weitere. Wie schon im Vorjahr erfolgreich praktiziert, war es erneut Firmenpolitik, neben den Großen Preisen zahlreiche weitere Rennen zu bestreiten, um möglichst große Einnahmen an Start- und Preisgeldern zu erzielen.
Entsprechend umfangreich war der Fuhrpark des Teams. Für spezielle Hochgeschwindigkeitsrennen wie Tripoli oder das Berliner Avusrennen hatte es noch einmal regelrechte Monsterrennwagen geschaffen, wie sie vor 1934 recht verbreitet waren. Während damals aber noch kein Gewichtslimit gegolten hatte, konnten die Alfa Romeo 16C Bimotore von 1935 mit ihren zwei, jeweils vor und hinter dem Cockpit eingebauten Grand-Prix-Motoren von zusammen 5,8 bzw. 6,3 Liter Hubraum nicht im Rahmen von Rennen nach der Internationalen Rennformel eingesetzt werden. Obwohl die Wagen extrem schnell waren, war ihr enormer Reifenverschleiß und Benzinverbrauch ein Problem, sodass sie hauptsächlich noch für Rekordfahrten verwendet wurden.
Im Gegensatz dazu ließ die für 1935 erwartete Neukonstruktion eines Grand-Prix-Modells von Alfa Romeo bis lange in die Saison hinein auf sich warten. Erst zum Großen Preis von Italien im September kam der neue Alfa Romeo 8C-35 mit rundum unabhängiger Radaufhängung und 3,8-Liter-Reihenmotor an den Start; der geplante V12-Motor wurde erst 1936 einsatzfähig. Bis dahin hatte sich das Team als Übergangslösung weiter mit den alten Alfa Romeo Tipo B zufriedengeben müssen, jetzt wenigstens mit unabhängiger Dubonnet-Aufhängung vorn, auf 3,2 Liter vergrößertem Hubraum und ausgestattet mit hydraulischer Bremsanlage. Nuvolari schaffte mit diesem in seiner Grundkonstruktion bereits vier Jahre alten Modell die Sensation des Jahres, einen Sieg über die übermächtigen deutschen Silberpfeile im Großen Preis von Deutschland.
Trotz dieser Niederlage blieben die deutschen Konstruktionen über die Saison hinweg insgesamt tonangebend. Vor allem Daimler-Benz hatte bereits zum Ende der Saison 1934 begonnen, die Entwicklungsspirale in einer bis dahin nie gekannten Weise anzuziehen. Blieben Grand-Prix-Modelle ehedem zum Teil über mehrere Jahre hinweg weitgehend unverändert, so kamen für den Mercedes-Benz W 25 in regelmäßiger Folge neue Entwicklungsstufen heraus, die zusammen beträchtliche Leistungssprünge bewirkten. Nachdem die Motorengröße schon während der Saison 1934 von anfänglich 3,4 auf 3,7 Liter Hubraum gesteigert worden war, gingen die Wagen 1935 zunächst mit Motoren von 4,0 Litern in die Saison, die dann gegen Ende noch auf 4,3 Liter vergrößert wurden. Die Gewichtszunahme der Motoren betrug dabei jeweils nur wenige Kilogramm, die durch fortschreitende Verbesserungen an anderer Stelle ohne allzu große Schwierigkeiten innerhalb der Gewichtsgrenzen der 750-kg-Formel ausgeglichen werden konnten.
Damit beherrschten die Mercedes-Piloten Rudolf Caracciola, Luigi Fagioli und Manfred von Brauchitsch die Saison fast nach Belieben. Der von seinen beim Grand Prix von Monaco 1933 erlittenen Verletzungen größtenteils wieder genesene Caracciola errang mit Siegen in vier der insgesamt sieben Großen Preise überlegen den Titel des diesjährigen Europameisters und stellte damit seine Position innerhalb des Teams klar, sehr zum Missfallen seines internen Konkurrenten Luigi Fagioli, der sich mit seinem Auftakterfolg beim Großen Preis von Monaco und dem zweiten Platz in der Europameisterschaftswertung begnügen musste. Beim Großen Preis von Belgien ging der Unmut des Italieners über seine vermeintliche Benachteiligung durch die Stallregie sogar so weit, dass er das Rennen nach einem Streit mit Rennleiter Alfred Neubauer mittendrin beendete. Von Brauchitsch dagegen waren mögliche Siege einige Male unter äußerst unglücklichen Umständen entglitten, weswegen er bald in den Ruf eines ewigen Pechvogels kam. Dennoch wurde er Dritter in der Meisterschaft. Mercedes-Benz nahm im Gegensatz zu Alfa Romeo nur an vier weiteren internationalen Veranstaltungen teil, für die das nationalsozialistische Regime entsprechende Siegprämien ausgelobt hatte, und siegte jedes Mal. Jeweils zwei dieser Erfolge gingen an die Spitzenfahrer beider Teams: Tripoli und das Eifelrennen auf dem Nürburgring an Caracciola, Avusrennen und der Gran Premio de Penya Rhin bei Barcelona an Fagioli.
Auch bei der Auto Union AG hatte es zu Beginn Grund zu Optimismus für die neue Saison gegeben. 1934 waren die neuartigen Heckmotor- bzw. Mittelmotorrennwagen auf Anhieb erfolgreich und am Ende meist sogar ein wenig schneller als die Mercedes-Benz gewesen, auch wenn einige Rennen infolge technischer Mängel verloren wurden. Neben zahlreichen kleineren Verbesserungen wurde für 1935 eines der Hauptprobleme, die zu starke Überhitzung des Innenraums, beseitigt, indem die Zirkulation der Kühlflüssigkeit um das Cockpit herum nicht mehr direkt durch die Chassisrohre, sondern durch besser abgeschirmte separate Leitungen geführt wurde. Zusammen mit der Hubraumvergrößerung auf 5 Liter sah man sich daher gut gerüstet, zumal mit der Verpflichtung von Achille Varzi ein international namhafter Spitzenfahrer zu Stammpilot Hans Stuck ins Team gekommen war.
Letztlich war aber all das nicht genug, um mit dem Leistungsstand der Mercedes-Benz-Rennwagen mitzuhalten. Nach dem katastrophalen Abschneiden im Großen Preis von Frankreich legte die Auto Union AG schließlich sogar eine längere Rennpause ein, um die Wagen noch einmal grundlegend zu überarbeiten. Stucks souveräner Sieg beim anschließenden Großen Preis von Italien kam jedoch zu spät, um das Saisonergebnis des Teams entscheidend verbessern zu können. Für Varzi blieben dagegen zwei Siege bei den Rennen in Tunis und der Coppa Acerbo in Pescara, allerdings beide jeweils in Abwesenheit von Mercedes-Benz. Für einen Fahrer seiner Klasse war dies sicher kein zufriedenstellender Saisonverlauf. Frustriert über die intern vorgegebene Stallregie und seine Rolle als Ausländer im Team, belastete er die Stimmung in der Mannschaft durch eine Liaison mit der Frau des Reservefahrers Paul Pietsch. Ein Lichtblick war dagegen die Entdeckung des jungen Nachwuchstalents Bernd Rosemeyer aus dem eigenen Motorrad-Rennteam, der sich Rennleiter Willy Walb für das Cockpit eines der ultraschnellen Stromlinienwagen für das Hochgeschwindigkeitsrennen auf der Avus regelrecht aufgedrängt hatte. Obwohl Rosemeyer bis dahin noch kein Automobilrennen bestritten hatte, sicherte er sich bis zum Saisonende mit seinem Sieg beim Masaryk-Rennen auf dem Kurs bei Brünn endgültig einen festen Platz in der Auto-Union-Stammbesetzung. Dabei wurde häufig spekuliert, ob er gerade dank seiner Unerfahrenheit im Umgang mit „konventionellen“ Rennwagen mit dem als problematisch geltenden Fahrverhalten der Auto-Union-Modelle von Anfang an hervorragend zurechtkam.
Trotz der zunehmenden Dominanz einer Marke und obwohl die Teilnehmerfelder vor allem bei den großen internationalen Rennen zunehmend kleiner wurden, erreichte die Faszination der Massen am Grand-Prix-Sport neue Höhen, was vor allem für Deutschland galt. Die extrem schnellen und lauten Rennwagen mit ihren futuristischen Stromlinienkarosserien waren spektakulär wie nie zuvor und die großen Fahrer wurden als die Gladiatoren ihrer Zeit verehrt, die nicht mehr nur um persönliche Siege, sondern um das Prestige ganzer Nationen kämpften. Über all das kamen dabei aber insbesondere die zahlreichen Privatfahrer zunehmend in Bedrängnis, die den Grand-Prix-Sport über die Krisenjahre nach 1928 im Wesentlichen getragen hatten. Immer mehr Rennveranstalter zielten nur noch auf eine möglichst hochkarätige Besetzung bei den Spitzenteams ab, sodass die unabhängigen Fahrer mit ihrem oft zweitklassigen Material eher uninteressant, wenn nicht gar hinderlich erschienen. Insbesondere bei den Grandes Épreuves wurden immer häufiger nur noch Werksmannschaften zugelassen, wogegen auch die Gründung der Independent Drivers Association, einer frühen Form der Interessenvertretung der Privatfahrer im Grand-Prix-Sport, nur wenig ausrichten konnte. Als Konsequenz dieser Entwicklung entschied beispielsweise der in Großbritannien lebende US-Amerikaner Whitney Straight, dessen Team bis dahin mit Maserati-Rennwagen recht erfolgreich gewesen war, seinen Rennstall komplett aufzulösen, nachdem er sich vergeblich um die Überlassung eines modernen Auto-Union-Rennwagens bemüht hatte. Die meisten anderen unabhängigen Teilnehmer verlegten sich dagegen zunehmend auf Kategorien wie Sportwagenrennen in Frankreich oder die populäre Voiturette-Klasse, eine Art Vorläufer der späteren Formel 2, die sich vor allem in Großbritannien und Italien zunehmender Beliebtheit erfreute.
Besonders betroffen von dieser Entwicklung war vor allem Maserati, wo das Geschäft schon immer ganz auf den Kundensport ausgerichtet worden war. Das Werk verlegte sich nach und nach immer mehr auf die Produktion von Voiturette-Rennwagen, wobei in diesem Markt mit den britischen ERA allerdings schon starke Konkurrenz vorhanden war. Dennoch unternahm das kleine italienische Werk, das mit der Herstellung von Zündkerzen und Rennwagenverkauf finanziell meist nur knapp bestehen konnte, mit einem völlig neu konstruierten Modell mit V8-Motor von 4,8 Liter Hubraum sowie rundum unabhängiger Radaufhängung für 1935 sogar noch einmal einen ernsthaften Anlauf in der Grand-Prix-Klasse. Doch mangels ausreichender Möglichkeiten kam der Maserati V8-RI nie richtig zur Rennreife und so musste das Team die gesamte Saison hindurch weiter auf das schon 1934 eher als Übergangslösung geschaffene Modell Maserati 6C-34 auf dem noch älteren Chassis des Maserati 8CM setzen. Dazu kam, dass nach Nuvolaris Wechsel zu Alfa Romeo auch kein echter Spitzenfahrer mehr zur Verfügung stand, der die maschinellen Nachteile mit Einsatz und fahrerischem Können hätte ausgleichen können. Zwar hielten mit Philippe Étancelin und Grand-Prix-Neuling Giuseppe Farina zwei talentierte Piloten Maserati in dieser Saison die Stange, generell war aber die finanzielle Ausstattung der Fahrer ausschlaggebender als Fahrkönnen. Offiziell trat Maserati gar nicht mehr selbst zu den Rennen an, sondern hatte den Rennbetrieb an ein unabhängiges Team, die von Luigi della Chiesa und Gino Rovere geführte Scuderia Subalpina vergeben, ähnlich, wie es Alfa Romeo mit der Scuderia Ferrari schon seit Längerem praktizierte.
Noch düsterer waren die Aussichten bei Bugatti, wo der praktisch schon bei seinem Erscheinen veraltete zweisitzige Bugatti Type 59 mit lediglich geringen Veränderungen in seine nunmehr dritte Saison ging. Entsprechend den bislang weitgehend enttäuschenden Auftritten waren für dieses Modell nur wenige Kundenbestellungen eingegangen, was nicht zuletzt die wirtschaftliche Lage des Unternehmens weiter verschärfte. In der Not sah man sich offenbar gezwungen, zu nicht ganz lauteren Mitteln zu greifen, als beim Heimrennen zum Großen Preis von Frankreich – möglicherweise sogar mit dem stillschweigenden Einverständnis des Veranstalters – an der Fahrzeugabnahme vorbei und ungeachtet jeden Gewichtslimits das Auto von Robert Benoist mit einem überschweren 4,9-Liter-Motor aus dem Bugatti Type 54 ausgerüstet wurde.
Ein völlig hoffnungsloser Fall war schließlich der französische SEFAC (für Société d’Etude et de Fabrication d’Automobile de Course), ein erster Versuch eines aus Spenden und öffentlichen Geldern finanzierten französischen Nationalrennwagens, für dessen Entwicklung man den bei Salmson erfolgreichen Konstrukteur Emile Petit gewonnen hatte. Das Auto mit seinem „Doppelmotor“ – zwei miteinander verkoppelte parallele Reihenvierzylinder mit desmodromischer Ventilsteuerung und zusammen 2,8 Liter Hubraum – erwies sich jedoch als zu schwer und zu leistungsschwach. Über einige Trainingsrunden beim französischen Grand Prix kam er nicht hinaus. Nach skurriler und ebenso chancenlos war der Monaco-Trossi, benannt nach seinem Erbauer, dem Ingenieur Augusto Monaco, und dem Rennfahrer und gleichzeitig Präsidenten der Scuderia Ferrari, Carlo Felice Trossi als Geldgeber. Mit seinem vor der Vorderachse angeordneten Sternmotor erinnerte das Auto in seiner Erscheinung eher an ein Flugzeug ohne Flügel als einen Rennwagen. Mehr als einige Trainingsrunden beim Großen Preis von Italien waren auch mit diesem Projekt nicht zu erreichen.
Schließlich endete mit der 1935 zum letzten Mal mit Grand-Prix-Rennwagen auf der klassischen Madonie-Rennstrecke rund um Sizilien ausgetragenen Targa Florio endgültig einer der großen Klassiker des Automobilrennsports, auch wenn der Name zunächst unter anderem Format weiterhin erhalten blieb. Seit ihrem Bestehen 1906 hatte sie stets eine Art Gegenentwurf zum Grand-Prix-Rennsport nach „französischer“ Vorstellung gebildet. Mit den hochgezüchteten, empfindlichen Monoposto-Rennwagen war aber die Zeit solcher Langstreckenrennen auf öffentlichen, größtenteils noch geschotterten Straßenrundkursen nun jedoch endgültig vorbei. Die folgenden Auflagen wurden daher ab 1937 zunächst mit Voiturette-Rennwagen auf einer ganz „gewöhnlichen“ Rennstrecke im Parco della Favorita von Palermo ausgetragen, bevor die Targa Florio nach dem Zweiten Weltkrieg an ihren ursprünglichen Austragungsort in Sizilien zurückkehrte, allerdings als Sportwagenrennen.

## Rennkalender

### Grandes Épreuves zur Europameisterschaft
|   | Datum  | Rennen                       | Strecke                      | Sieger                            | Statistik |
| - | ------ | ---------------------------- | ---------------------------- | --------------------------------- | --------- |
| 1 | 22.04. | Großer Preis von Monaco      | Circuit de Monaco            | Luigi Fagioli (Mercedes-Benz)     | Statistik |
| 2 | 23.06. | Großer Preis des ACF         | Autodrome de Linas-Montlhéry | Rudolf Caracciola (Mercedes-Benz) | Statistik |
| 3 | 14.07. | Großer Preis von Belgien     | Circuit de Spa-Francorchamps | Rudolf Caracciola (Mercedes-Benz) | Statistik |
| 4 | 28.07. | Großer Preis von Deutschland | Nürburgring                  | Tazio Nuvolari (Alfa Romeo)       | Statistik |
| 5 | 25.08. | Großer Preis der Schweiz     | Bremgarten-Rundstrecke       | Rudolf Caracciola (Mercedes-Benz) | Statistik |
| 6 | 08.09. | Großer Preis von Italien     | Autodromo di Monza           | Hans Stuck (Auto Union)           | Statistik |
| 7 | 22.09. | Großer Preis von Spanien     | Circuito Lasarte             | Rudolf Caracciola (Mercedes-Benz) | Statistik |

### Weitere Rennen
| Datum  | Rennen                            | Strecke                             | Sieger                            |
| ------ | --------------------------------- | ----------------------------------- | --------------------------------- |
| 24.02. | Grand Prix de Pau                 | Circuit de Pau                      | Tazio Nuvolari (Alfa Romeo)       |
| 28.04. | Targa Florio                      | Piccolo circuito delle Madonie      | Antonio Brivio (Alfa Romeo)       |
| 05.05. | Großer Preis von Tunesien         | Carthage Grand Prix Circuit         | Achille Varzi (Auto Union)        |
| 12.05. | Gran Premio di Tripoli            | Autodromo della Mellaha             | Rudolf Caracciola (Mercedes-Benz) |
| 12.05. | Großer Preis von Finnland         | Eläintarha                          | Karl Ebb (Mercedes-Benz)          |
| 19.05. | Circuito di Bergamo               | Bergamo                             | Tazio Nuvolari (Alfa Romeo)       |
| 26.05. | AVUS-Rennen                       | AVUS                                | Luigi Fagioli (Mercedes-Benz)     |
| 26.05. | Grand Prix de Picardie            | Péronne                             | Robert Benoist (Bugatti)          |
| 26.05. | Circuit d’Orléans                 | Orléans                             | Robert Cazaux (Bugatti)           |
| 31.05. | Mannin Moar                       | Douglas Circuit                     | Brian E. Lewis (Bugatti)          |
| 02.06. | Großer Preis von Rio de Janeiro   | Circuito da Gávea                   | Riccardo Carú (Fiat)              |
| 02.06. | Grand Prix automobile de l’U.M.F. | Autodrome de Linas-Montlhéry        | Raymond Sommer (Alfa Romeo)       |
| 09.06. | Circuito di Biella                | Biella                              | Tazio Nuvolari (Alfa Romeo)       |
| 09.06. | Grand Prix des Frontières         | Circuit de Chimay                   | Rudolf Steinweg (Bugatti)         |
| 16.06. | Eifelrennen                       | Nürburgring                         | Rudolf Caracciola (Mercedes-Benz) |
| 30.06. | Gran Premio de Penya Rhin         | Circuit de Montjuïc                 | Luigi Fagioli (Mercedes-Benz)     |
| 30.06. | Grand Prix de Lorraine            | Nancy                               | Louis Chiron (Alfa Romeo)         |
| 07.07. | Gran Premio del Valentino         | Parco del Valentino                 | Tazio Nuvolari (Alfa Romeo)       |
| 07.07. | Grand Prix de la Marne            | Circuit de Reims-Gueux              | René Dreyfus (Alfa Romeo)         |
| 21.07. | Grand Prix de Dieppe              | Circuit de Dieppe                   | René Dreyfus (Alfa Romeo)         |
| 21.07. | Circuito di Varese                | Varese                              | Vittorio Belmondo (Alfa Romeo)    |
| 04.08. | Grand Prix du Comminges           | Circuit du Comminges                | Raymond Sommer (Alfa Romeo)       |
| 04.08. | Coppa Ciano                       | Circuito di Montenero               | Tazio Nuvolari (Alfa Romeo)       |
| 15.08. | Coppa Acerbo                      | Circuito di Pescara                 | Achille Varzi (Auto Union)        |
| 18.08. | Grand Prix de Nice                | Circuit de la Promenade des Anglais | Tazio Nuvolari (Alfa Romeo)       |
| 15.09. | Gran Premio di Modena             | Circuito di Modena                  | Tazio Nuvolari (Alfa Romeo)       |
| 15.09. | Großer Preis von Estland          | Pirita-Kose-Kloostrimetsa           | Karl Ebb (Mercedes-Benz)          |
| 29.09. | Masaryk Grand Prix                | Masaryk-Ring                        | Bernd Rosemeyer (Auto Union)      |
| 29.09. | Coppa Edda Ciano                  | Lucca                               | Mario Tadini (Alfa Romeo)         |
| 05.10. | Großer Preis von Donington        | Donington Park                      | Richard Shuttleworth (Alfa Romeo) |
| 06.10. | Coppa della Sila                  | Cosenza                             | Antonio Brivio (Alfa Romeo)       |
| 19.10. | Mountain Championship             | Brooklands                          | Richard Shuttleworth (Alfa Romeo) |

### Voiturette-Rennen
| Datum  | Rennen                        | Strecke                | Sieger                         |
| ------ | ----------------------------- | ---------------------- | ------------------------------ |
| 26.05. | Circuit d’Orléans             | Orléans                | Maurice Mestivier (Amilcar)    |
| 09.06. | Circuito di Biella            | Biella                 | Giovanni Lurani (Maserati)     |
| 16.06. | Eifelrennen                   | Nürburgring            | Raymond Mays (ERA)             |
| 30.06. | Grand Prix de Lorraine        | Nancy                  | Pierre Veyron (Bugatti)        |
| 14.07. | Grand Prix d’Albi             | Circuit des Planques   | Guido Barbieri (Maserati)      |
| 20.07. | Grand Prix de Dieppe          | Circuit de Dieppe      | Pat Fairfield (ERA)            |
| 21.07. | Circuito di Varese (2000 cm³) | Varese                 | Giovanni Lurani (Maserati)     |
| 15.08. | Coppa Acerbo                  | Circuito di Pescara    | Alexander Cormack (Alfa Romeo) |
| 25.08. | Prix de Berne                 | Bremgarten-Rundstrecke | Richard Seaman (ERA)           |
| 15.09. | Gran Premio di Modena         | Circuito di Modena     | Nando Barbieri (Maserati)      |
| 29.09. | Masaryk Grand Prix            | Masaryk-Ring           | Richard Seaman (ERA)           |

### Eisrennen
| Datum  | Rennen                    | Strecke        | Sieger                            |
| ------ | ------------------------- | -------------- | --------------------------------- |
| 10.02. | Großer Preis von Norwegen | Bogstad        | Per Viktor Widengren (Alfa Romeo) |
| 17.02. | Vallentunaloppet          | Vallentunasjön | Per Viktor Widengren (Alfa Romeo) |

## Rennergebnisse

### Grandes Épreuves zur Europameisterschaft
Anmerkung:

#### Großer Preis von Monaco
| Platz | Fahrer         | Team          | Zeit         |
| ----- | -------------- | ------------- | ------------ |
| 1     | Luigi Fagioli  | Mercedes-Benz | 3:23.49,8 h  |
| 2     | René Dreyfus   | Alfa Romeo    | + 31,5 s     |
| 3     | Antonio Brivio | Alfa Romeo    | + 1.06,4 min |

Der Mercedes-Pilot Luigi Fagioli gewann den Großen Preis von Monaco am 22. April 1935 mit einem Start-Ziel-Sieg. Dahinter lieferten sich Philippe Étancelin auf Maserati und Rudolf Caracciola auf Mercedes ein spannendes Duell, das aber mit technischen Defekten beider Fahrzeuge endete. Die Wagen von Auto Union waren nicht am Start.

#### Großer Preis des ACF
| Platz | Fahrer                  | Team          | Zeit        |
| ----- | ----------------------- | ------------- | ----------- |
| 1     | Rudolf Caracciola       | Mercedes-Benz | 4:00.54,6 h |
| 2     | Manfred von Brauchitsch | Mercedes-Benz | + 0,5 s     |
| 3     | Goffredo Zehender       | Maserati      | + 2 Runden  |

Um den leistungsstärkeren deutschen Teams ihre Vorteile zu nehmen, bauten die Veranstalter des Großen Preises des ACF am 23. Juni 1935 in Montlhéry drei zusätzliche Schikanen in die Strecke ein. Zunächst führten dann auch die Alfa Romeos von Nuvolari und Chiron, nach deren Ausscheiden konnte aber niemand mehr einen Doppelsieg von Mercedes verhindern.

#### Großer Preis von Belgien
| Platz | Fahrer                         | Team          | Zeit         |
| ----- | ------------------------------ | ------------- | ------------ |
| 1     | Rudolf Caracciola              | Mercedes-Benz | 3:12.31,0 h  |
| 2     | L. Fagioli / M. v. Brauchitsch | Mercedes-Benz | + 1.37,0 min |
| 3     | Louis Chiron                   | Alfa Romeo    | + 2.16,0 min |

Der Große Preis von Belgien am 14. Juli 1935 in Spa-Francorchamps war der erste Lauf, der zur Europameisterschaft zählte. Trotzdem verzichtete Auto Union auf den Start, insgesamt hatten nur zehn Fahrzeuge genannt. Caracciola übernahm die Führung, wurde aber von seinem Teamkollegen Fagioli rücksichtslos bedrängt. Bei einem Boxenstopp gerieten Fagioli und Mercedes-Rennleiter Neubauer darüber in ein so heftiges Wortgefecht, dass Fagioli ausstieg und der schon vorher ausgeschiedene von Brauchitsch dessen Fahrzeug übernahm. Caracciola siegte trotzdem ungefährdet.

#### Großer Preis von Deutschland
| Platz | Fahrer            | Team          | Zeit         |
| ----- | ----------------- | ------------- | ------------ |
| 1     | Tazio Nuvolari    | Alfa Romeo    | 4:08.04,1 h  |
| 2     | Hans Stuck        | Auto Union    | + 2.14,3 min |
| 3     | Rudolf Caracciola | Mercedes-Benz | + 3.09,0 min |

Zum Großen Preis von Deutschland auf dem Nürburgring am 28. Juli 1935 traten die beiden deutschen Teams mit einem Großaufgebot an Wagen und Mechanikern an. Zunächst führte Caracciola, wurde aber bald wie beim Eifelrennen von Rosemeyer angegriffen. Ein Reifenschaden warf Rosemeyer zurück, auch Caracciola hatte Probleme und Nuvolari übernahm die Führung. Als dieser zum Tanken an die Box kam, war die Tankanlage bei Alfa Romeo kaputt, das Benzin musste händisch eingefüllt werden und Nuvolari ging als Sechster wieder ins Rennen. Es folgte eine beachtliche Aufholjagd, in der er bis auf Rang 2 vorstieß. In der letzten Runde überholte Nuvolari noch den Führenden von Brauchitsch, der mit Reifenproblemen zu kämpfen hatte, und gewann schließlich das Rennen, das als eines der besten in der Grand-Prix-Geschichte gilt. Die Veranstalter hatten so mit einem deutschen Sieg gerechnet, dass nicht einmal die italienische Hymne für die Siegerehrung vorbereitet war.

#### Großer Preis der Schweiz
| Platz | Fahrer            | Team          | Zeit         |
| ----- | ----------------- | ------------- | ------------ |
| 1     | Rudolf Caracciola | Mercedes-Benz | 3:31.12,2 h  |
| 2     | Luigi Fagioli     | Mercedes-Benz | + 35,9 s     |
| 3     | Bernd Rosemeyer   | Auto Union    | + 1.07,8 min |

Bei strömendem Regen wurde der Große Preis der Schweiz am 25. August 1935 in Bremgarten bei Bern ausgetragen. „Regenmeister“ Caracciola wurde wieder einmal seinem Ruf gerecht und gewann das Rennen klar vor seinem Teamkollegen Fagioli.

#### Großer Preis von Italien
| Platz | Fahrer                    | Team       | Zeit         |
| ----- | ------------------------- | ---------- | ------------ |
| 1     | Hans Stuck                | Auto Union | 3:40.09,0 h  |
| 2     | R. Dreyfus / T. Nuvolari  | Alfa Romeo | + 1.41,0 min |
| 3     | P. Pietsch / B. Rosemeyer | Auto Union | + 3 Runden   |

Die Strecke von Monza war für den Großen Preis von Italien am 8. September 1935 mit einigen zusätzlichen Schikanen ausgestattet worden. Für Mercedes war es ein schwarzer Tag, alle Fahrzeuge fielen aus, insgesamt kamen nur fünf Fahrzeuge ins Ziel. Am Ende gewann Auto-Union-Pilot Hans Stuck vor Nuvolari, der Dreyfus’ Fahrzeug übernommen hatte.

#### Großer Preis von Spanien
| Platz | Fahrer                  | Team          | Zeit         |
| ----- | ----------------------- | ------------- | ------------ |
| 1     | Rudolf Caracciola       | Mercedes-Benz | 3:09.59,4 h  |
| 2     | Luigi Fagioli           | Mercedes-Benz | + 43,0 s     |
| 3     | Manfred von Brauchitsch | Mercedes-Benz | + 2.14,6 min |

Der Große Preis von Spanien fand am 22. September 1935 auf dem Circuito Lasarte bei San Sebastián statt. Getriebeprobleme und andere Zwischenfälle warfen die Auto-Union-Piloten zurück, auch Hans Stuck, der bis zur Hälfte geführt hatte. Das Rennen endete mit einem Dreifachsieg von Mercedes. Caracciola gewann außerdem den Europameistertitel.

### Weitere Rennen

#### Großer Preis von Tunesien
| Platz | Fahrer              | Team       | Zeit         |
| ----- | ------------------- | ---------- | ------------ |
| 1     | Achille Varzi       | Auto Union | 3:05.40,2 h  |
| 2     | Jean-Pierre Wimille | Bugatti    | + 3.49,6 min |
| 3     | Philippe Étancelin  | Maserati   | + 2 Runden   |

Der Große Preis von Tunesien wurde am 5. Mai 1935 auf dem 12 km langen Carthage bei Tunis ausgetragen. Auto-Union-Pilot Achille Varzi wollte zunächst privat starten, erhielt dann aber doch die Unterstützung des Werkes; Mercedes war nicht angetreten. Wie in den Jahren zuvor dominierte Varzi in Tunis und gewann mit knapp 4 Minuten Vorsprung.

#### Gran Premio di Tripoli
| Platz | Fahrer            | Team          | Zeit         |
| ----- | ----------------- | ------------- | ------------ |
| 1     | Rudolf Caracciola | Mercedes-Benz | 2:38.47,6 h  |
| 2     | Achille Varzi     | Auto Union    | + 1.06,6 min |
| 3     | Luigi Fagioli     | Mercedes-Benz | + 2.16,3 min |

Der Gran Premio di Tripoli auf der Hochgeschwindigkeitsstrecke von Mellaha in der damals italienischen Provinz Libyen wurde am 12. Mai 1935 ausgetragen. Ein hohes Preisgeld sorgte für ein großes Starterfeld, auch alle Spitzenteams waren am Start. Im Rennen übernahm Varzi bald die Führung, war aber in einen Zweikampf mit Nuvolari auf Alfa Romeo verwickelt. Der hohe Benzinverbrauch seines Wagens zwang Nuvolari an die Box und ein Reifenschaden warf Varzi zurück, Caracciola auf Mercedes wurde Sieger.

#### AVUS-Rennen
| Platz | Fahrer        | Team          | Zeit         |
| ----- | ------------- | ------------- | ------------ |
| 1     | Luigi Fagioli | Mercedes-Benz | 49.13,2 min  |
| 2     | Louis Chiron  | Alfa Romeo    | + 1.35,2 min |
| 3     | Achille Varzi | Auto Union    | + 2.14,2 min |

Am 26. Mai 1935 fand auf der Berliner AVUS das in drei Durchgängen ausgetragene AVUS-Rennen statt. Für Aufregung sorgte ein junger Nachwuchsfahrer bei Auto Union, Bernd Rosemeyer, der erstmals ein Autorennen bestritt, sich auf Anhieb für die erste Startreihe qualifizierte, aber schon nach drei Runden ausschied. Die vier Besten jedes Vorlaufs qualifizierten sich für das Finale. Auf der Hochgeschwindigkeitsstrecke kam es zu zahlreichen Reifenschäden, am Ende gewann Mercedes-Pilot Fagioli sein zweites Rennen in diesem Jahr.

#### Eifelrennen
| Platz | Fahrer            | Team          | Zeit         |
| ----- | ----------------- | ------------- | ------------ |
| 1     | Rudolf Caracciola | Mercedes-Benz | 2:08.02,3 h  |
| 2     | Bernd Rosemeyer   | Auto Union    | + 1,9 s      |
| 3     | Louis Chiron      | Alfa Romeo    | + 1.32,1 min |

Das Eifelrennen auf dem Nürburgring am 16. Juni 1935 wurde von den Rennställen als Vorbereitung für den später im Jahr stattfindenden GP von Deutschland betrachtet. Bei wechselnden Bedingungen sahen die Zuschauer einen Zweikampf zwischen dem erfahrenen Caracciola und dem Neuling Rosemeyer, der erst sein zweites Autorennen bestritt. Zwei Runden vor Schluss ging Rosemeyer sogar in Führung, erst kurz vor Schluss konnte Caracciola ihn wieder überholen und einen knappen Sieg erringen.

#### Gran Premio de Penya Rhin
| Platz | Fahrer            | Team          | Zeit         |
| ----- | ----------------- | ------------- | ------------ |
| 1     | Luigi Fagioli     | Mercedes-Benz | 2:27.38,0 h  |
| 2     | Rudolf Caracciola | Mercedes-Benz | + 47,6 s     |
| 3     | Tazio Nuvolari    | Alfa Romeo    | + 1.34,4 min |

Der Gran Premio de Penya Rhin wurde am 30. Juni 1935 auf dem Circuit de Montjuïc in Barcelona ausgetragen. Das Team Auto Union verzichtete auf den Start, um sich auf den GP von Deutschland vorzubereiten, und so wurde Mercedes ungefährdet Doppelsieger.

#### Coppa Acerbo
| Platz | Fahrer          | Team       | Zeit         |
| ----- | --------------- | ---------- | ------------ |
| 1     | Achille Varzi   | Auto Union | 3:43.45,4 h  |
| 2     | Bernd Rosemeyer | Auto Union | + 3.21,6 min |
| 3     | Antonio Brivio  | Alfa Romeo | + 9.34,6 min |

Die Coppa Acerbo wurde am 15. August 1935 auf dem Circuito di Pescara bei Pescara ausgetragen. Mercedes war nicht am Start, und so feierte Auto Union einen überlegenen Doppelsieg, der Drittplatzierte Brivio lag bereits über 9 Minuten zurück.

#### Masaryk Grand Prix
| Platz | Fahrer          | Team       | Zeit         |
| ----- | --------------- | ---------- | ------------ |
| 1     | Bernd Rosemeyer | Auto Union | 3:44.10,6 h  |
| 2     | Tazio Nuvolari  | Auto Union | + 6.37,8 min |
| 3     | Louis Chiron    | Alfa Romeo | + 6.41,6 min |

Das letzte größere Rennen des Jahres war der Masaryk Grand Prix auf dem Masaryk-Ring bei Brünn am 29. September 1935. Mercedes war nicht mehr angetreten, sodass Rosemeyer sein erstes Autorennen gewann. Am Ende hatte er über sechs Minuten Vorsprung auf seine Verfolger.

## Fahrerwertung
|    | Fahrer                  | Wagen                 | MON | FRA | BEL | DEU | SUI | ITA | ESP | Punkte |
| -- | ----------------------- | --------------------- | --- | --- | --- | --- | --- | --- | --- | ------ |
| 1  | Rudolf Caracciola       | Mercedes-Benz         | Ret | 1   | 1   | 3   | 1   | Ret | 1   | 17     |
| 2  | Luigi Fagioli           | Mercedes-Benz         | 1   | 4   | 2   | 6   | 2   | Ret | 2   | 22     |
| 3  | Manfred von Brauchitsch | Mercedes-Benz         | Ret | 2   | Ret | 5   | Ret | Ret | 3   | 25     |
| 4  | Tazio Nuvolari          | Alfa Romeo            | Ret | Ret |     | 1   | 5   | Ret | Ret | 35     |
| 5  | René Dreyfus            | Alfa Romeo            | 2   |     | 4   |     | 7   | 2   |     | 36     |
|    | Hans Stuck              | Auto Union            |     | Ret |     | 2   | 11  | 1   | Ret | 36     |
| 7  | Bernd Rosemeyer         | Auto Union            |     | Ret |     | 4   | 3   | Ret | 5   | 39     |
|    | Raymond Sommer          | Alfa Romeo / Maserati | 6   | 6   | Ret |     | 9   |     | 7   | 39     |
| 8  | Achille Varzi           | Auto Union            |     | 5   |     | 8   | 4   | Ret | Ret | 39     |
| 10 | Louis Chiron            | Alfa Romeo            | 5   | Ret | 3   | Ret | Ret |     | Ret | 40     |
| 11 | Goffredo Zehender       | Maserati              | 7   | 3   |     | 11  |     | Ret |     | 42     |
| 12 | Hermann Lang            | Mercedes-Benz         |     |     |     | Ret | 6   | Ret |     | 45     |
| 13 | Robert Benoist          | Bugatti               |     | Ret | 5   |     |     |     | 6   | 46     |
|    | Philippe Étancelin      | Maserati              | 4   |     |     | Ret | Ret | Ret |     | 46     |
| 15 | Piero Taruffi           | Bugatti               |     |     | 6   | Ret |     | 5   |     | 47     |
|    | Paul Pietsch            | Auto Union            |     |     |     | 9   |     | 3   |     | 47     |
| 17 | Marcel Lehoux           | Maserati              |     |     | 7   |     |     |     | 8   | 48     |
| 18 | Jean-Pierre Wimille     | Bugatti               |     |     | Ret |     |     | Ret | 4   | 49     |
| 19 | Earl Howe               | Bugatti               | Ret |     |     |     | 10  |     |     | 50     |
|    | Antonio Brivio          | Alfa Romeo            | 3   |     |     | Ret |     |     |     | 50     |
| 21 | Pietro Ghersi           | Maserati              |     |     |     | 12  |     | Ret |     | 51     |
|    | Renato Balestrero       | Alfa Romeo / Maserati |     |     |     | Ret | 12  |     |     | 51     |
|    | Giuseppe Farina         | Maserati              | Ret |     |     |     |     | 8   |     | 51     |
| 24 | Attilio Marinoni        | Alfa Romeo            |     |     |     |     |     | 4   |     | 52     |
|    | Hanns Geier             | Mercedes-Benz         |     |     |     | 7   |     |     |     | 52     |
|    | Hans Ruesch             | Maserati              |     |     |     | 10  |     |     |     | 52     |
|    | Luigi Soffietti         | Maserati              | 4   |     |     |     |     |     |     | 52     |
|    | László Hartmann         | Maserati              |     |     |     | Ret | Ret |     |     | 52     |
| 29 | Genaro Léoz-Abad        | Bugatti               |     |     |     |     |     |     | Ret | 53     |
|    | José de Villapadierna   | Maserati              | Ret |     |     |     |     |     |     | 53     |
|    | Raymond Mays            | ERA                   |     |     |     | Ret |     |     |     | 53     |
| 32 | Nando Barbieri          | Alfa Romeo            |     |     |     |     | Ret |     |     | 55     |
|    | Brian E. Lewis          | Maserati              |     |     |     |     | Ret |     |     | 55     |
|    | Eugenio Siena           | Maserati              |     |     |     |     |     |     | Ret | 55     |
|    | Piero Dusio             | Maserati              | Ret |     |     |     |     |     |     | 55     |
|    | Fahrer                  | Wagen                 | MON | FRA | BEL | DEU | SUI | ITA | ESP | Punkte |

| Farbe   | Bedeutung                                         | Punkte |
| ------- | ------------------------------------------------- | ------ |
| Gold    | Sieger                                            | 1      |
| Silber  | 2. Platz                                          | 2      |
| Bronze  | 3. Platz                                          | 3      |
| Grün    | mehr als 75% der Renndistanz zurückgelegt         | 4      |
| Blau    | zwischen 50% und 75% der Renndistanz zurückgelegt | 5      |
| Violett | zwischen 25% und 50% der Renndistanz zurückgelegt | 6      |
| Rot     | weniger als 25% der Renndistanz zurückgelegt      | 7      |
| Schwarz | Disqualifiziert (DQ)                              | 8      |
| Blanko  | nicht angetreten                                  | 8      |

Fett – Pole Position

Kursiv – Schnellste Rennrunde

## Verweise

### Erläuterungen
1. ↑  In manchen Publikationen heißt es, der französische Grand Prix sei kein Wertungslauf gewesen. Als Grund dafür wird üblicherweise angegeben, dass sich der französische Automobilclub ACF gegen das Championnat gewendet habe, weil es auf deutsche Initiative hin wieder eingeführt worden sei. Tatsächlich war auf dem AIACR-Kongress von 1934 darüber diskutiert worden, den Grand Prix de l’ACF aus der EM auszuschließen, weil der ACF keine Privatfahrer zulassen wollte. Obwohl das Rennen letztlich doch Bestandteil der Meisterschaft blieb, wurde die Meldung von britischen Journalisten irrtümlich verbreitet und hielt in der Folge Einzug in die Motorsportliteratur.
2. ↑  Automobil Revue, Ausgabe 79/1935 vom 1. Oktober 1935
3. 1 2  Der Große Preis der Schweiz wurde von der AIACR 1935 noch nicht als Grande Épreuve gesetzt, war aber dennoch ein Lauf zur Europameisterschaft; siehe Automobil Revue, Ausgabe 79/1935 vom 1. Oktober 1935